# Milionia magna
Milionia magna är en fjärilsart som beskrevs av George Thomas Bethune-Baker 1910. Milionia magna ingår i släktet Milionia och familjen mätare. Inga underarter finns listade i Catalogue of Life.